# Марсово поле (парк, Монреаль)
Марсово поле (фр. Champ de Mars) — общественный парк в Канаде, расположенный в Старом Монреале.

## История
Ранее парк был строевым плацем крепости Монреаля, которая была снесена в первой половине XIX века вскоре после того, как этот район города начал застраиваться гражданскими зданиями. 
Некоторое время здесь находилась муниципальная парковка для автомобилей, пока в 1980-х годах на этом месте не начались работы по созданию парковой зоны. Во время строительных работ были обнаружены и частично восстановлены фундаменты городских стен Монреаля.
Рядом находится Монреальская ратуша, ближайшая станция метро  станция метро — Марсово поле — находится на Оранжевой линии монреальского метрополитена.